# Charles Bessières
Charles Bessières (* 30. März 1826 in Lausanne; † 27. Juni 1901 ebenda; ab 1859 heimatberechtigt in Lausanne) war ein französisch-schweizerischer Bankier und Politiker.
Bessières besuchte die Mittelschule in Lausanne und hielt sich dann in der Deutschschweiz auf. Er war zuerst bei seinem Vater, dann bei der Bank Bugnion angestellt. Im Jahr 1863 eröffnete er eine Wechselbank und war bis 1889 als Bankier tätig.
1862 wurde er in den Gemeinderat der Stadt Lausanne gewählt und hatte dort bis 1866 Einsitz.
Er vermachte als Philanthrop sein Vermögen den öffentlichen Schulen, wohltätigen Werken sowie diversen Einrichtungen. Weiter spendete er 500.000 Schweizer Franken an den Bau der Bessières-Brücke, die 1910 fertiggestellt und nach ihm benannt wurde.